# Rijksakademie van beeldende kunsten
La Rijksakademie van beeldende kunsten («acadèmia nacional d'arts plàstiques») és una institució per la promoció de les arts plàstiques establerta a Amsterdam als Països Baixos. S'hi formen artistes novells d'arreu al món i s'hi ofereix un programa de residència de dos anys per dos nivells amb vint-i-tres artistes, triats entre uns 1500 candidats.
El 1868, Cornelis Fock, l'aleshores ministre de l'interior i antic burgmestre d'Amsterdam va constatar l'immobilisme i la poca projecció internacionals dels deixebles d'una Koninklijke Akademie («acadèmia reial» 1820-1870) encistada en un academicisme de pintura històrica poc inspirada. Volia modernitzar la institució i pensava en una estructura on artistes experimentats poden formar joves aprenents a l'ofici, i crear un clima profitós per fer germinar i florir talents artístics a qui no convé un ensenyament escolar massa formal.
El 1870 el rei Guillem III la va fundar, a l'inici era una acadèmia més aviat tradicional, sense respondre gaire a les idees innovadores del ministre Fock. Va perpetuar la tradició de la Koninklijke Akademie, la Stadstekenacademie («acadèmia del dibuix de la ciutat» 1718-1820) i la Konstkamer («cambra de les arts» que era més aviat un gremi del segle xvii), aleshores establert a l'edifici de l'ajuntament d'Amsterdam, l'actual paleis op de Dam.
Quan el pintor i professor a l'acadèmia, August Allebé en va prendre la direcció de 1890 fins a 1906 la va reorientar en donar molt més espai a la pràctica concreta, sense ni imposar un estil o d'un corrent concret. Guiats pel seu entusiasme, molts pintors hi van agafar volada: George Hendrik Breitner, Isaac Israëls, Willem Witsen, Jan Toorop, Jan Sluijters, Leo Gestel i Piet Mondriaan… així com els il·lustradors Nelly Bodenheim, Johan Braakensiek, Cornelis Jetses i Tjeerd Bottema.
Sota Antoon Derkinderen, director de 1906 a 1925 es va tornar al concepte de l'art comunitari, al servei d'altres activitats, i no tant com a art autònom. Va crear el departament art monumental i «escola d'Amsterdam» d'arquitectura. Després de Derkinderen va conèixer un període d'ocàs i de retorn a l'academicisme poc inspirat, fins al punt que a principi dels anys 1980 es parlava de tancar l'institut anquilosat.
El 1985 es va revolucionar l'organització. Es va parar l'ensenyament escolar i es van transformar les aules de l'acadèmia en tallers individuals, en als quals quaranta-sis aprenents, venint de tot arreu al món, resideixen dos anys. Cada any se'n reemplacen la meitat. També hi ha tallers d'experts tècnics i s'ha creat una estructura oberta, on molt artistes establerts demanen trobar-se amb els artistes joves.